# Ідзумо (протодержава)
Ідзумо (VI ст. до н. е.) — протодержава, що одна з перших утворилася на Японських островах. Стала основою розвитку синтоїзму. Була поглинена протодержавою Яматай, утворивши єдину державу Ямато.

## Історія
На думку дослідників та відповідно до археологічних розвідок у середині I тис. до н. е. (пізній дзьомон) під тиском австроазійців та австронезійців, група східних тунгусько-маньчжурських племен (основу становив етнос моге) з Корейського півострова переселилася на північно-західне узбережжя о. Хонсю.
Джерелами про Ідзумо є історичні праці «Ідзумо-фудокі» («Опис звичаїв та земель Ідзумо»), «Ідзумо-но куні-номіяцуко-но йогото» («Добропобадання імператорові від управителя Ідзумо»), міфи з «Кодзікі» й «Ніхон сьокі».
Дослідники розглядають цикл міфів про Сусаноо як відображення переселення до Хонсб тунгуських племен, що створили протодержаву Ідзумо. З огляду на це самого Сусанноо розглядають як вождя, що очолив це переселення, створивши спочатку плем'яний союз Ідзумо в північно-західному Хонсю.
Вважається, що Ідзумо практично з самого початку вело війни з племенами айнів з області Косі (щодо цього місця існують суперечності, напевне, розташовувалося в сучасному регіоні Хокуріку). Зрештою за легендами перемогу над ними дістав правитель Окунінусі (Онамоті), який також підкорив 80 голів племен-громад (за китайською термінологією — місцевих князів-правителів). Його в японській міфології розглядали як першого володаря Японії. Саме його ім'я є власне титулом («пан великої громади»), який в подальшому стали використовувати володарі Ідзумо. В цей час (I ст. н. е.) відбувається процес об'єднання дрібних  громад-держав в протодержаву або союз держав на чолі із гегемоном.
Згодом вплив на Хонсю поступово перебрала на себе інша протодержава Яматай, яка підкорила Ідзумо (через завоювання або шлюби), заклавши основу єдиної давньояпонської держави. Ймовірно, це відбулося до IV ст. н. е. У міфах це відбилося в передачі влади від Окунінусі до Аматерасу (прародительки правителів Ямато).

## Територія й населення
Охоплювало в північному Хонсю, до сучасного регіону Тохоку. Протягом існування Ідзумо відбувалося поєднання прибулих тунгуських племен з автохтонами-айнами.

## Мова
Розмовляли на одній з алтайських мов, відомими як діалект зузу, що став в подальшому основою длядавньояпонської мови. Про вплив Ідзумо свідчить поширеність цього діалекту на територіях, що відповідають сучасній провінції Ідзумо до південної частини регіону Тохоку.

## Устрій
Значна частина розглядає Ідзумо як племінний союз, але можливо в пізній період, особливо з розширенням підвладної території та розвитку господарства перетворився на протодержаву. Резиденцією правителя було місце неподалік гори Мімура, поруч з річкою Суґе (сучасна префектура Сімане), де згодом палац володаря перетворився на Святилище Ідзумо.
Влада правителя мала теократичний характер: він був одночасно військовиком та верховним жерцем, якого після смерті обожествляли. Звідси така традиція вважати правителя богом поширилася на Ямато. Суспільство Ідзумо складалося з патрилінейних екзогамних кланів (хара) та сусідських громад (мура), які в свою чергу утворювали територіальні громади (куні). Останніх відповідно до китайських джерел в I ст. до н. е. нараховувалося до 100.

## Господарство
Основу становили землеробство і рибальство, а також ремісництво (ткацтво, шовківництво, обробка бронзи — відомі дотаку і докен) й торгівля. Вирощували просо і рис, згодом рисівництво стало провідним. Отримували залізо, мідь з Корейського півострова та копалень західної частини півострова Сімане.

## Культура
Основою вірувань спочатку був шаманізм сибірського зразку. Мали вертикальну космогонію — віру у божество камі, що спускається з неба на верхівки гір, дерев та стовпи. Головними богами були Ідзанамі і Ідзанаґі, що в подальшому в синтоїзмі стали богами — творцями островів та інших богів. Це на думку вчених свідчить про розвинутість суспільства та релігій Ідзумо на відміну від Ямато. За аналогією з Китаєм та Кореєю згодом міста Ідзумо стали культурними та релігійними центрами протояпонців, а відтак і єдиної держави Ямато.
Ховали померлих у чотирикутних курганах.